# Бородоярське
Бо́родоя́рське — село в Україні, у Балаклійському районі Харківської області. Населення становить 221 осіб. До 2020 орган місцевого самоврядування — Морозівська сільська рада.

## Історія
Село постраждало внаслідок геноциду українського народу, проведеного урядом СССР в 1932—1933 роках, кількість встановлених жертв в Морозівці, Вустимівці, Бородоярському, Ковтунівці, Вільхуватці — 135 людей.
12 червня 2020 року, відповідно до Розпорядження Кабінету Міністрів України  № 725-р «Про визначення адміністративних центрів та затвердження територій територіальних громад Харківської області», увійшло до складу Савинської селищної територіальної громади.
19 липня 2020 року, в результаті адміністративно-територіальної реформи та ліквідації Балаклійського району, село увійшло до складу новоутвореного Ізюмського району.
- також — Перелік населених пунктів, що постраждали від Голодомору 1932-1933, Харківська область.

## Населення

### Мова
Розподіл населення за рідною мовою за даними перепису 2001 року:
| Мова       | Кількість | Відсоток |
| ---------- | --------- | -------- |
| українська | 211       | 95.48%   |
| російська  | 9         | 4.07%    |
| вірменська | 1         | 0.45%    |
| Усього     | 221       | 100%     |

## Географія
Відстань від села Бородоярське до с. Вільхуватка близько 1 км. Поруч проходить автомобільна дорога Р78.